# Пішохідні вулиці міст Білорусі
Після розпаду СРСР в Білорусі почали з'являтися пішохідні вулиці — красиві, зазвичай центральні вулиці міста, які створені для прогулянок, а рух транспорту на них заборонений.

## Мінськ

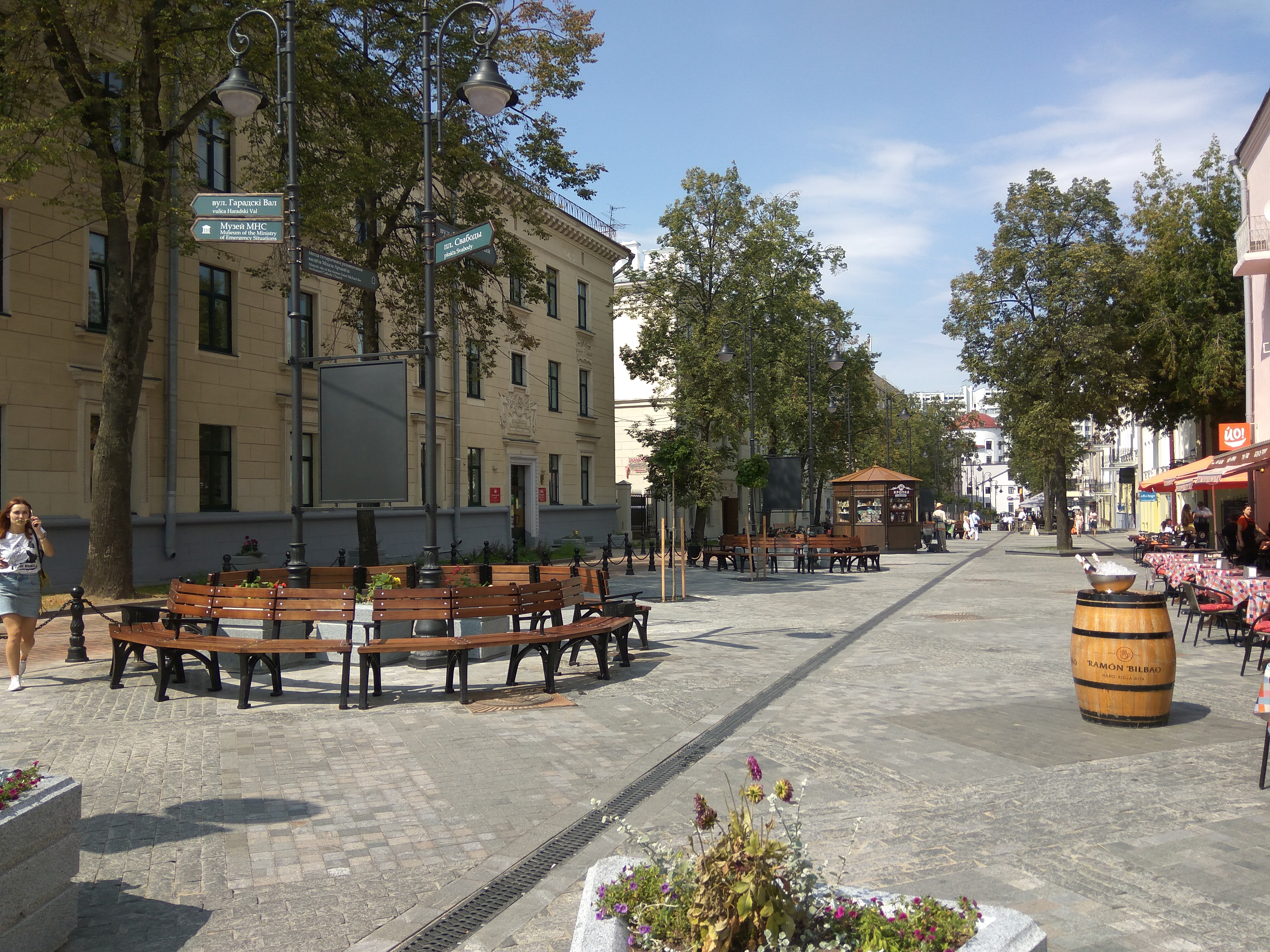
вулиця Комсомольска (Мінськ)

Вулиця Комсомольска (від вулиці Неміга до Інтернаціональної)
Довжина: 280 метрів
З літа 2018 року на частині вулиці Комсомольської відкрита пішохідна зона. По парній стороні залишили вузький проїзд одностороннього руху транспорту для заїзду у двори. Рух проїздом зовсім неінтенсивний, отже не створює шуму. Доріжка для автомобілів огороджена металевим ланцюгом.
Посеред пішохідної зони встановили лавки у формі кола, висадили клени, квітники. На перетині з вулицею Революційною встановлений декоративний годинник. Місце, де раніше стояв костел Михаїла Архангела, помітили кольором.

## Гродно
Вулиця Радянська
Довжина: 455 метрів

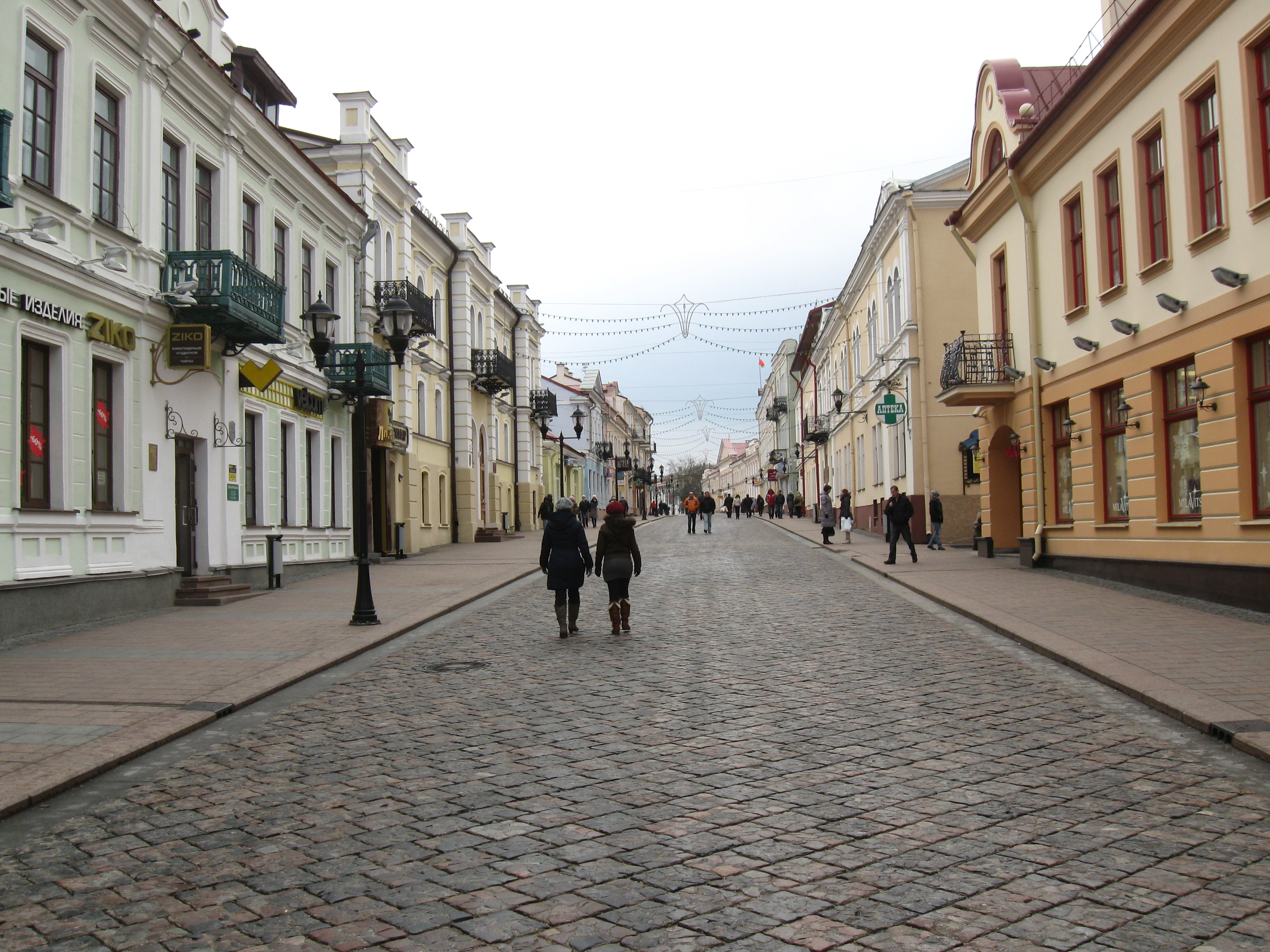
вулиця Радянська (Гродно)

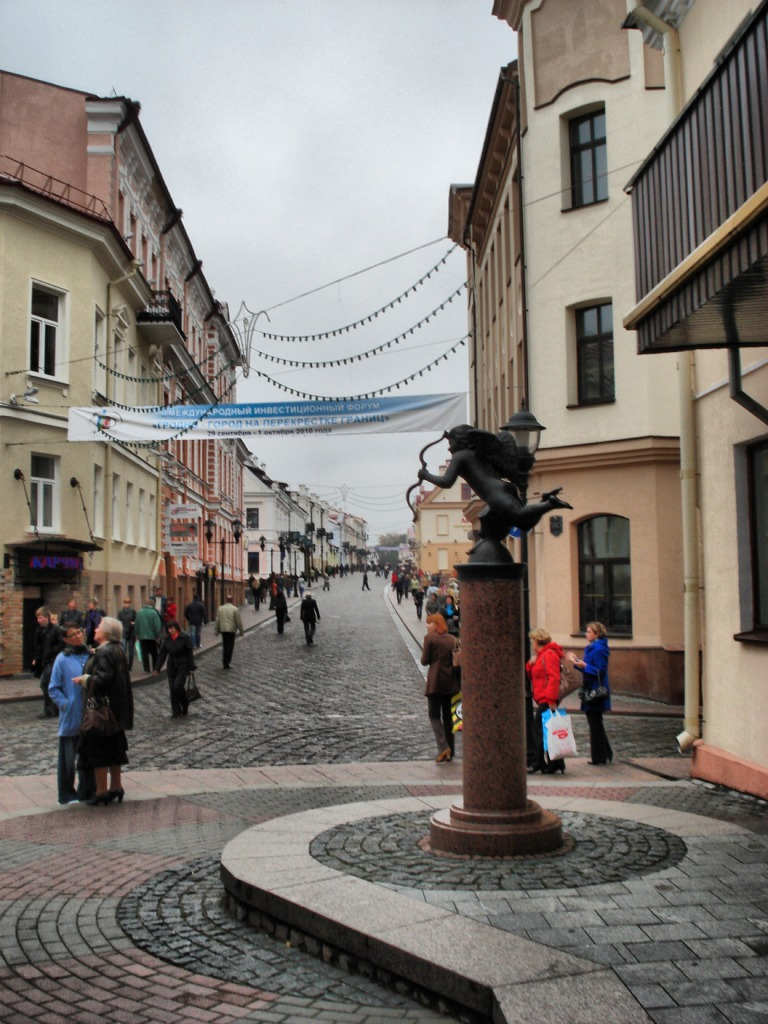
вулиця Радянська (Гродно)

Гродно є одним з найбагатших за архітектурою міст Білорусі, та пішохідна вулиця Радянська цілком виправдовує славу Гродно як охайного міста. Вулиця забудована дво- та триповерховими будівлями переважно ХІХ сторіччя та вимощена бруківкою. Вона має багато кафе з літніми майданчиками, прикрашена кованими ліхтарями та квітами. Довжина вулиці 455 метрів, але прямо від неї починається Радянська площа, яка теж має свою пішохідну зону довжиною близько 300 метрів. Площа приводить до драматичного театру, двох гродненських замків та набережної уздовж річки Німан.

## Берестя
Вулиця Радянська
Довжина: 1070 метрів

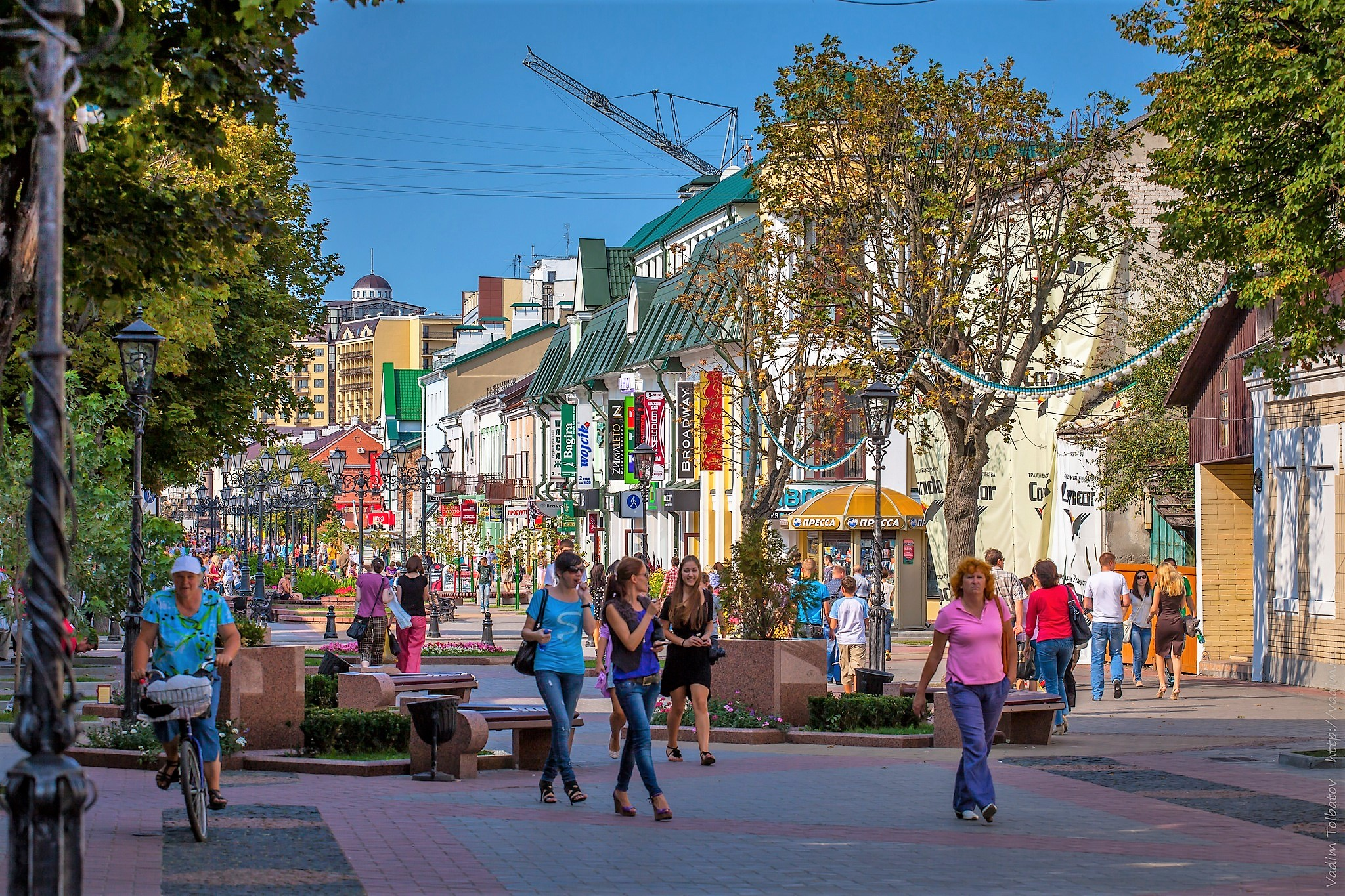
вулиця Радянська (Берестя)

Берестейська пішохідна вулиця Радянська є одним з головних пам'яток міста разом з Берестейською фортецею. Адже творці вулиці дійсно постаралися та створили одну з найкращих пішохідних вулиць: з багатьма скульптурами, лавочками, майданчиками, клумбами для квітів та довжиною більше за кілометр.
Вулиця чотири рази перетинає автомобільні шляхи. В місті перетину пішохідного та автомобільних шляхів автодорога вимощена кольоровою плиткою в стиль вулиці, а в'їзд до пішохідної зони огороджений чавунними стовпчиками.
Є у вулиці навіть своя красива традиція. З 2009 року кожний день 19 старовинних гасових ліхтарів запалює ліхтарник у формі часів Петра І, а зранку гасить їх. Час запалювання ліхтарів можна узнати на спеціально встановленому поряд годиннику.

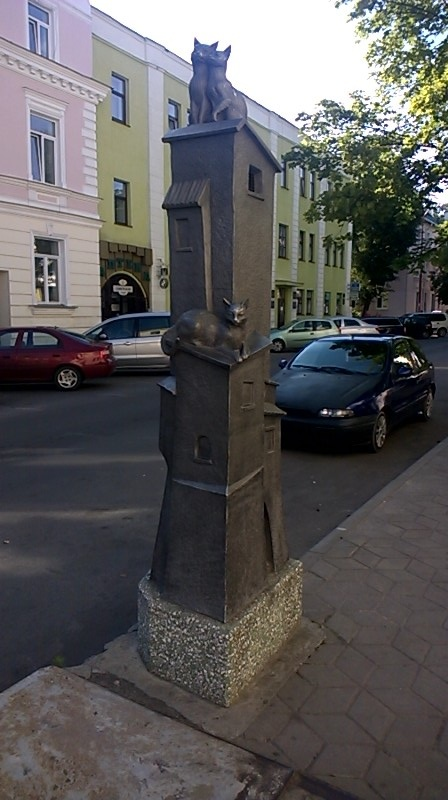
Монумент тисячоліттю Білорусі
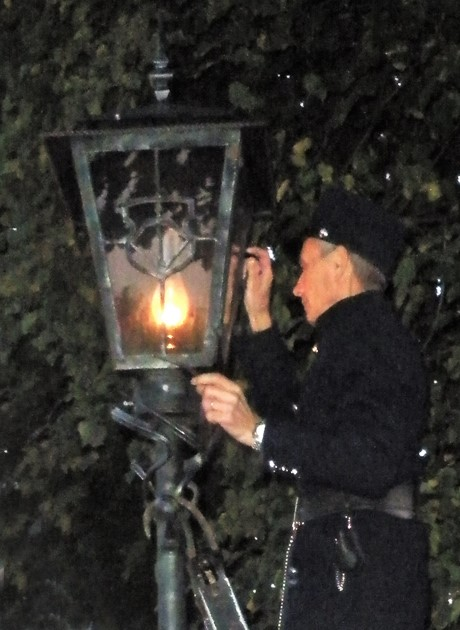
ліхтарник запалює ліхтар у Бересті

## Могильов
Вулиця Ленінська
Довжина: 1070 метрів

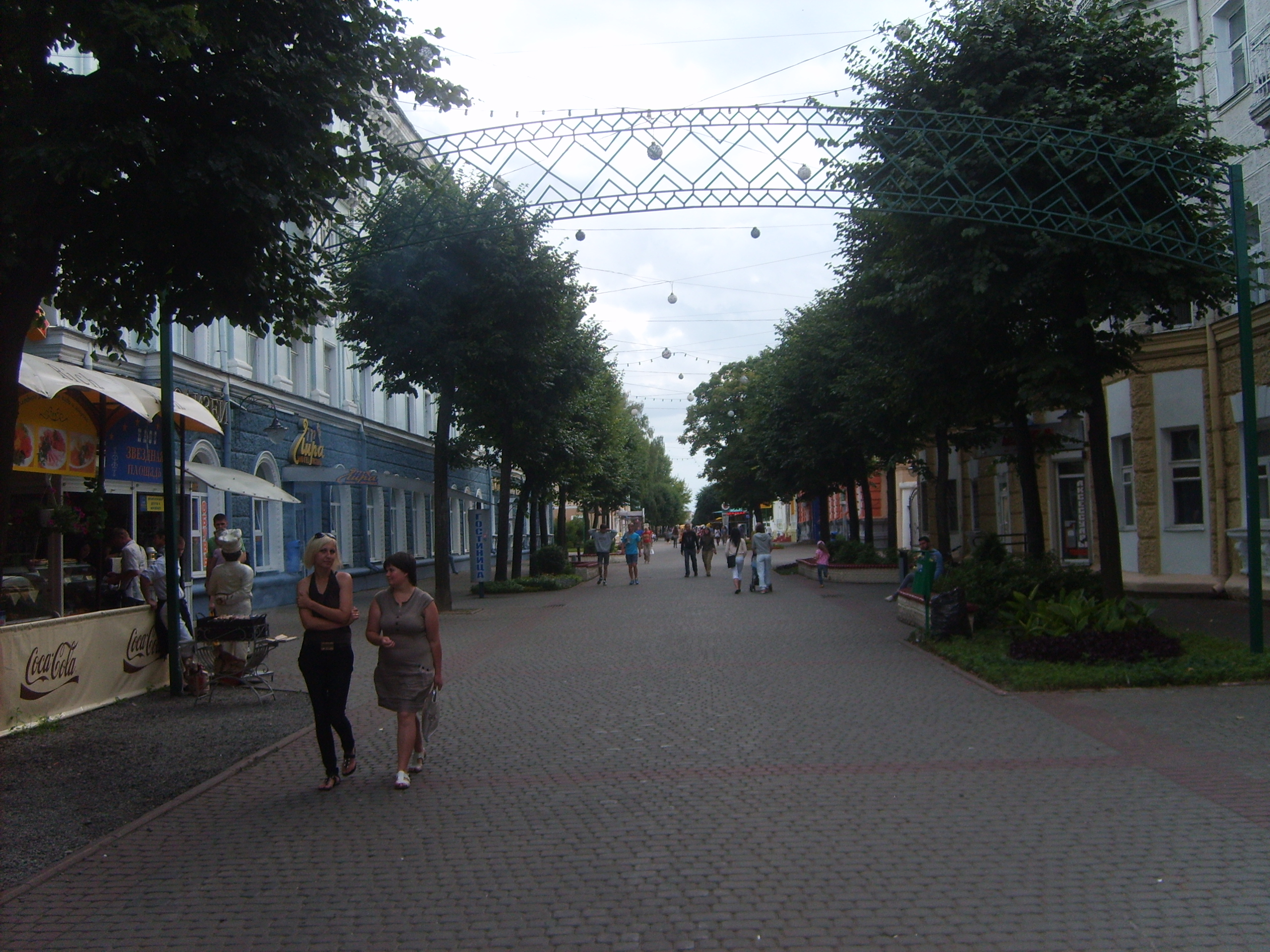
вулиця Ленінська (Могильов)

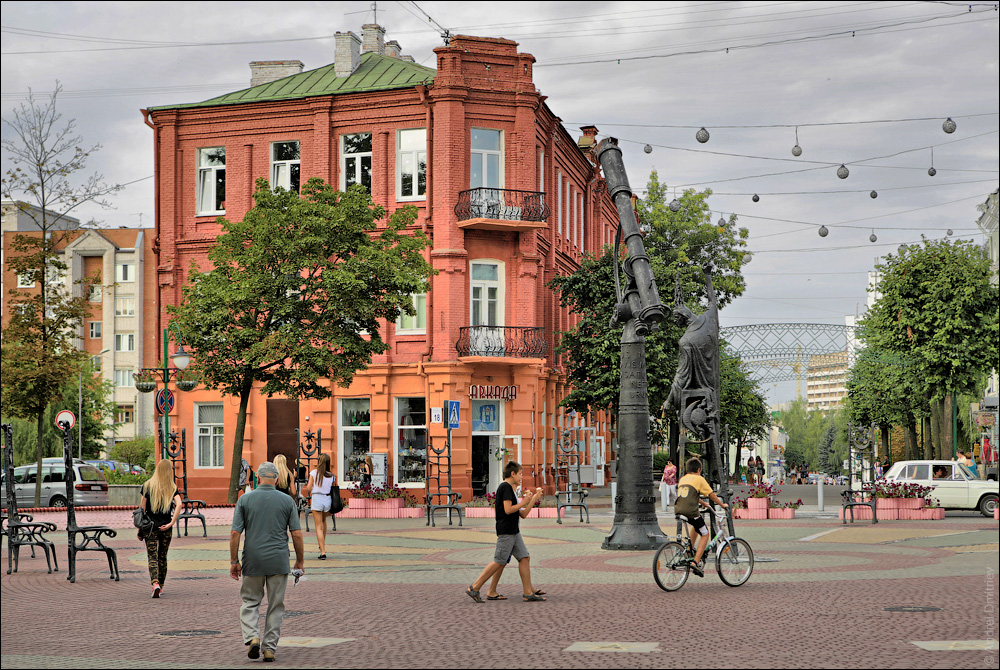
площа звіздаря, вулиця Ленінська (Могильов)

Вулиця Ленінська в Моглильові збігається з брестською вулицею Радянською не тільки довжиною, але і тим, що має свої унікальні пам'ятки. В 2004 році тут був встановлений пам'ятник звіздарю, який створив мінський архітектор Володимир Жбанов. Скульптурна композиція складається з фігури звіздаря, який сидіть перед телескопом та вказує пальцем до неба, та дванадцяти стільців навколо, кожний з яких присвячений знаку зодіаку. Стільці є зразком контактних скульптур, адже на них можна сідати. Пам'ятник одночасно є сонячним годинником, в якому телескоп виконує роль стрілки, а стільці означають години від першої до дванадцятої. Скульптура встановлена на невеличкої площі, яка неофіційно називається площею звіздаря.

## Вітебськ

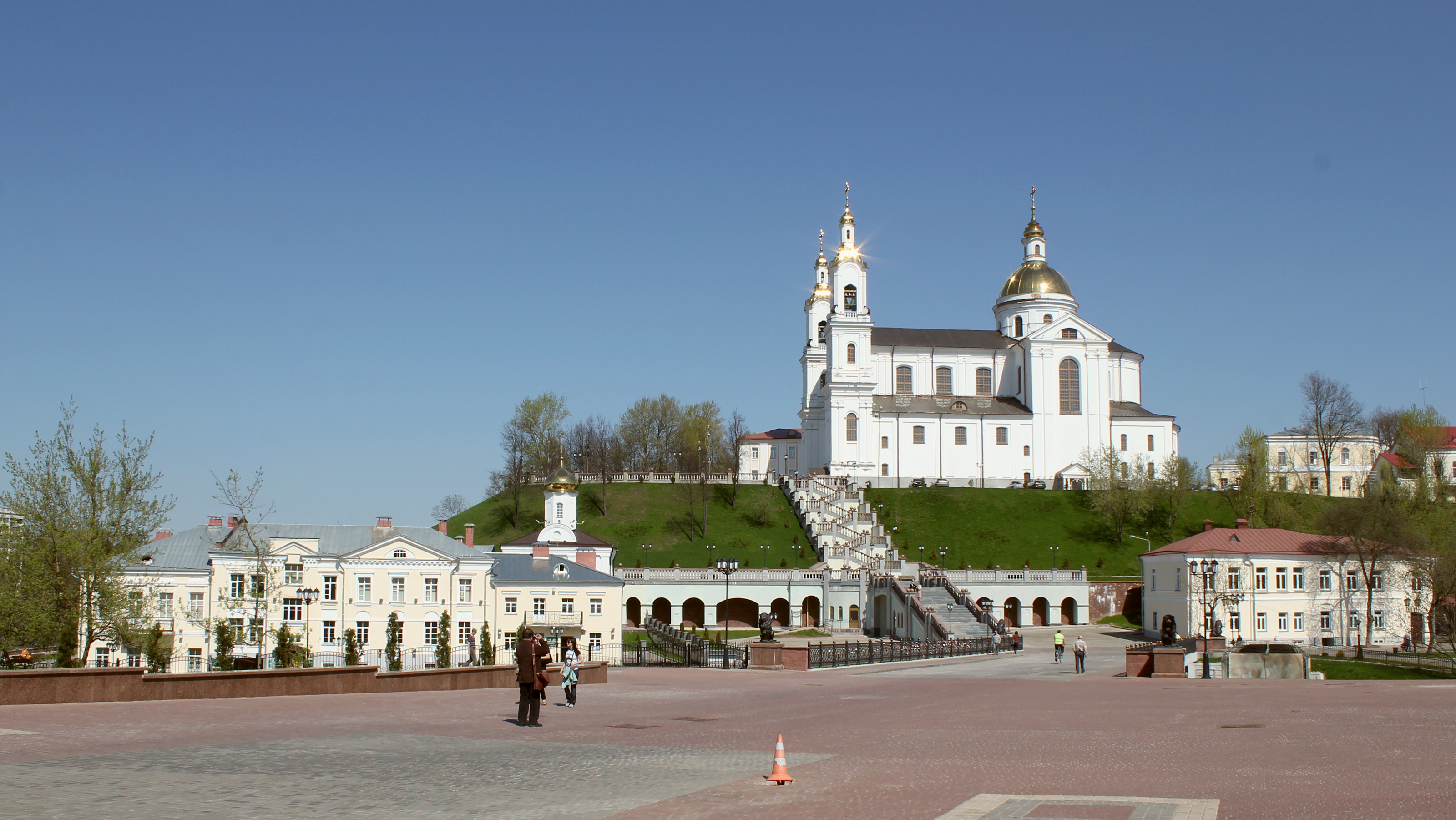
на початку вулиця Пушкіна (Вітебськ). Зверху Успенський собор.

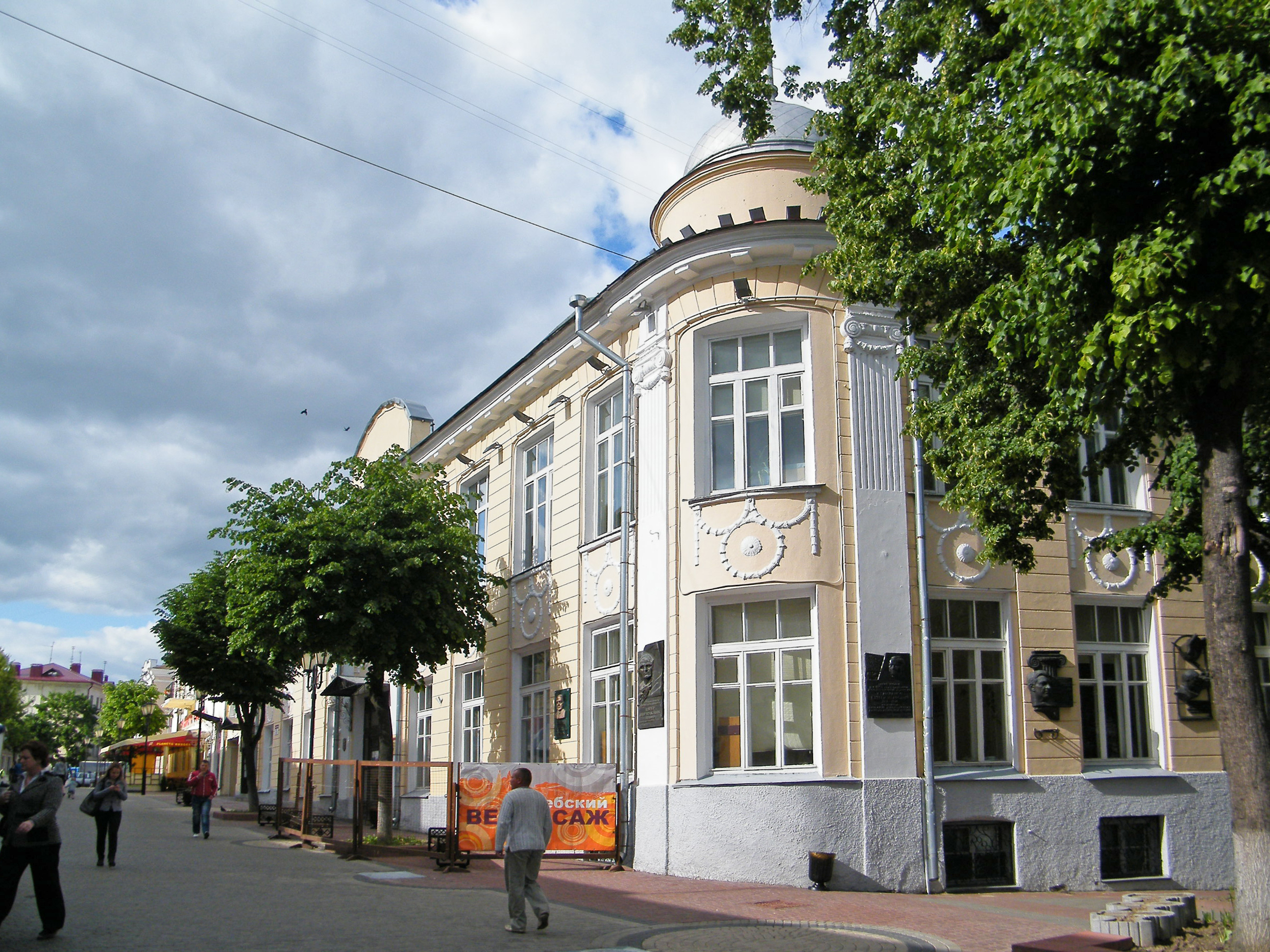
вулиця Суворова (Вітебськ)

Частина вулиць Суворова, Л.Толстого, Пушкіна, Радянської та комісара Крилова
Довжина (загальна для всіх вулиць): 1430 метрів
Вітебськ може похвалитися цілим райончиком пішохідних вулиць, що йдуть одна за іншою та загалом мають майже півтора кілометри довжини. Головний пішохідний шлях міста задуманий та створений так, щоби, проходячи ним, оминати головні місцеві пам'ятки: ратушу, Воскресеньку церкву, Успенський собор. Обидва храми відтворені після розпаду СРСР на місці знищених в сталінські часи.
Починається пішохідна зона на перехресті вулиць Замкової та Пушкінської та спочатку має вигляд площі. Потім вона звужується, та ще раз виходить до площі біля ратуші. Вулиця Суворова найдовша, більш спокійна та малолюдна, закінчується парком Партизанської слави біля річки Західна Двіна, яка має свою набережну. Крім Західної Двіни пішохідний шлях проходить біля невеликої річки Вітьба — вулиця Пушкінська перетинає її через міст.

## Бобруйськ

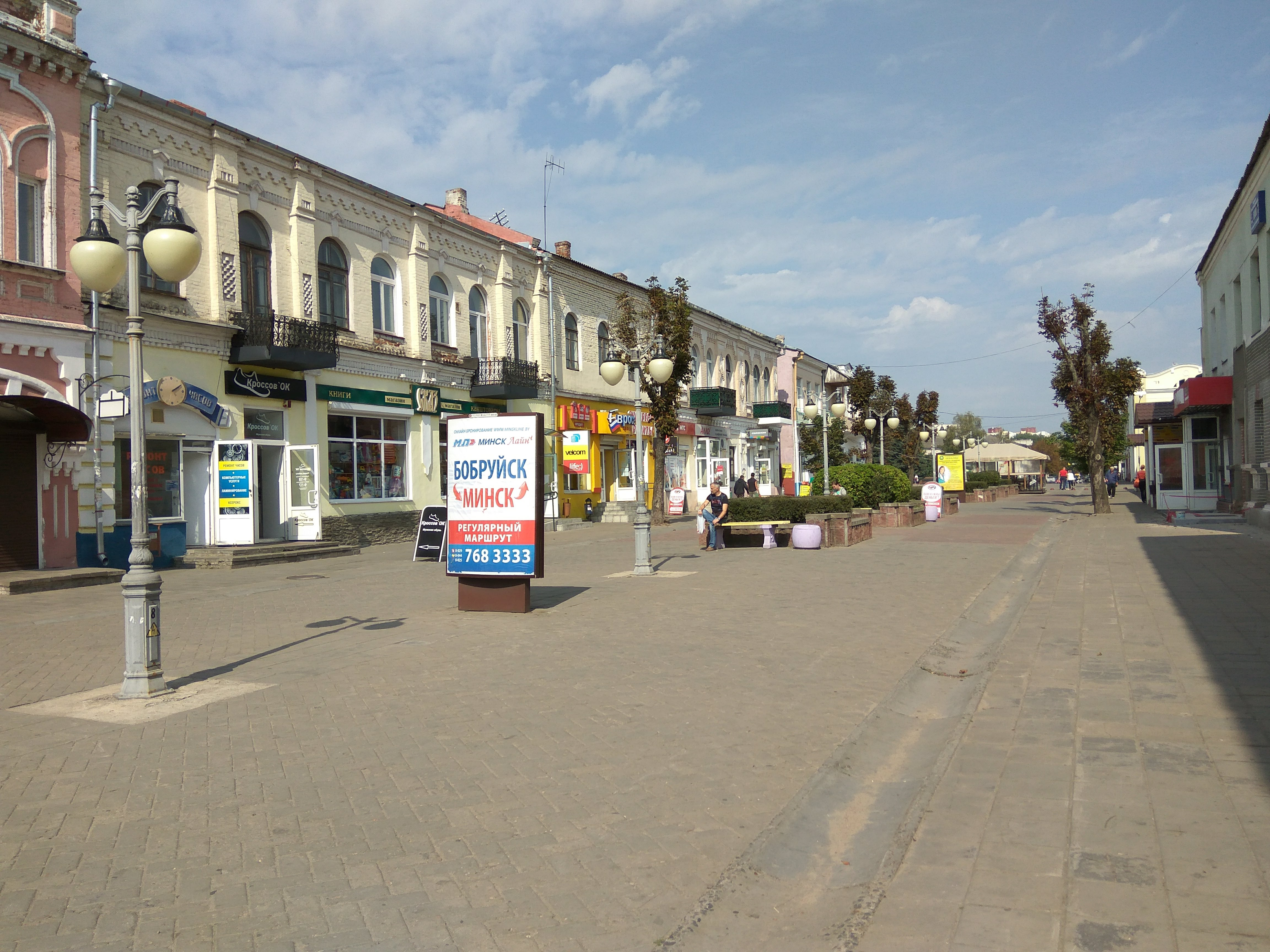
вулиця Соціалістична (Бобруйськ)

Вулиця Соціалістична (від Дзержинського до Комсомольскої)
Довжина:325 метрів
Вулиця проходить скрізь двоповерхові будинки архітектури ХІХ сторіччя. Головним впізнаваним символом вулиці є скульптура бобру, яка виконана з добрим гумором.

## Пінськ
Вулиця Леніна

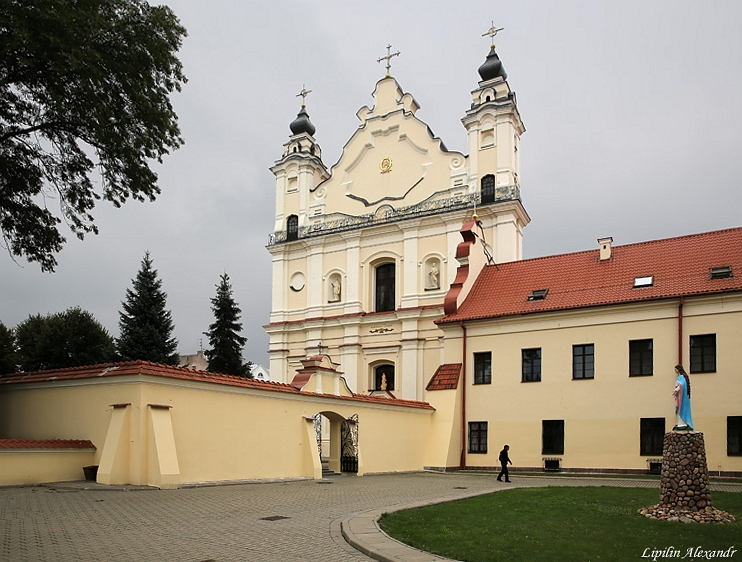
костел Успіння Пресвятої Діви Марії на вул. Леніна (Пінськ)

Проходить біля таких пам'яток, як колишній колегіум єзуїтів, де зараз розміщений Музей Полісся, францисканського монастиря з костьолом Успіння Пресвятої Діви Марії. Поряд проходить набережна річки Піни.

## Кобринь

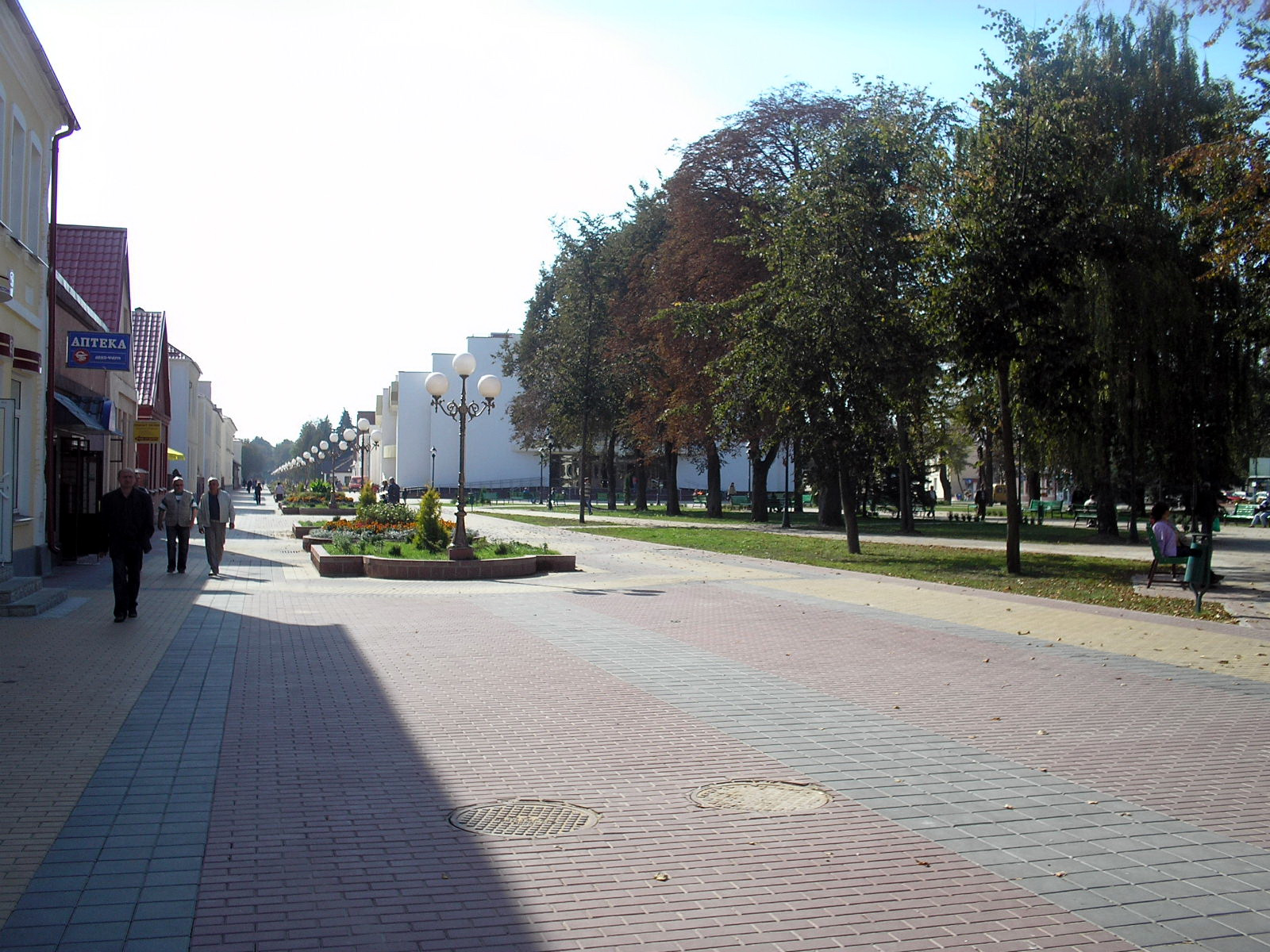
вулиця Суворова (Кобринь)

Вулиця Суворова

## Молодечно
Вулиця Притицького (від залізничного вокзалу до площі Леніна)

## Барановичі
Вулиця Радянська
Вулиця Радянська має збережену історичну архітектуру.
В 2009 році на перетину вулиці Радянської та площі Леніна встановили пам'ятник осідланому коню, що мирно пасеться на лужку.